# Arhopala eurysthenes
Arhopala eurysthenes är en fjärilsart som beskrevs av Hans Fruhstorfer 1914. Arhopala eurysthenes ingår i släktet Arhopala och familjen juvelvingar. Inga underarter finns listade i Catalogue of Life.

## Bildgalleri

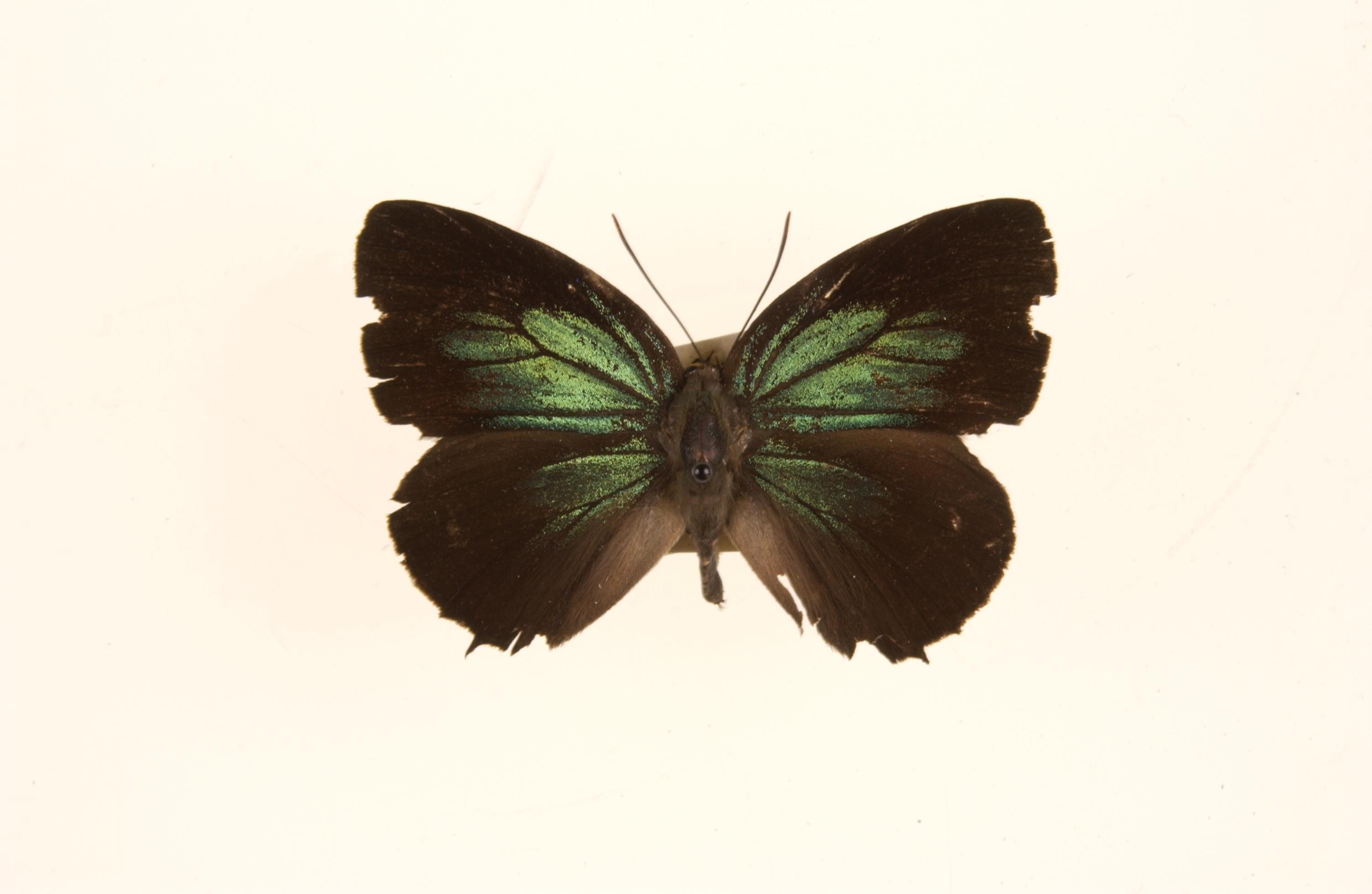